# 江華魯氏
江華魯氏（カンファノし、강화노씨）は、朝鮮の氏族の一つ。本貫は仁川広域市江華郡である。2015年の調査では、17,073人である（「ロ」と読む5人を含む）。
朝鮮の魯氏は、中国の戦国時代の斉の魯仲連に始まる。魯仲連の子孫の魯龍臣は高麗明宗時代に吏部尚書を務め、高宗時代にモンゴルが高麗に侵攻して、江華島に遷都したときに江華県令を務め、江華君に封ぜられた。その後、魯龍臣の子孫が江華郡を本貫にして江華魯氏を創始した。

## 行列字
| ○世孫  | 53       | 54       | 55       | 56       | 57       | 58       | 59       | 60       | 61       |
| ------ | -------- | -------- | -------- | -------- | -------- | -------- | -------- | -------- | -------- |
| 行列字 | 인（仁） | 성（誠） | 주（柱） | 삼（參） | 석（碩） | 문（文） | 주（走） | 박（博） | 증（曾） |

## 集姓村
- 慶尚北道星州郡船南面道興洞
- 慶尚北道星州郡船南面龍新洞
- 慶尚北道善山郡山東面松山洞[2]